# Anochetus longifossatus
Anochetus longifossatus är en myrart som beskrevs av Mayr 1897. Anochetus longifossatus ingår i släktet Anochetus och familjen myror. Inga underarter finns listade i Catalogue of Life.